# پارک گوک-جی
پارک گوک-جی (انگلیسی: Park Gok-ji؛ زادهٔ ۲۸ فوریه ۱۹۶۵) یک تدوین‌گر اهل کره جنوبی است.

## فیلم‌شناسی
- قاتل مادرزاد (۱۹۹۶)
- دروغ‌ها (۲۰۰۰)
- دوست (۲۰۰۱)
- دوقلو (۲۰۰۵)
- پنج‌شنبه فرمان (۲۰۰۶)
- یک گل یخ‌زده (۲۰۰۸)